# 观澜街道 (深圳市)
观澜街道，是中华人民共和国广东省深圳市龙华区下辖的一个街道，位于龍華区西北部。下辖君子布、牛湖、大水田、桂花、新澜、库坑、黎光7个社区工作站和16个居民委员会，辖区面积约34.60平方公里。截至2017年，总人口约34.37万人。

## 行政区划
观澜街道下辖以下地区：
大布巷社区、桂花社区、星花社区、大坪社区、君龙社区、君新社区、启明社区、石马径社区、广培社区、大水田社区、富坑社区、凹背社区、陂头吓社区、翠澜社区、桂澜社区和黎光社区。

## 歷史
「觀瀾」這地名早於二百年前就見諸於史書，為清嘉慶24年（1819年）之《新安县志》。相传200多年前，在乾隆年间，一位名震岭南的风水先生邓坤来到宝安龙岗顶（现观澜），发现河岸山岭、山清水秀，是块风水宝地。站在岗上，看清徹河水波涛起伏，流水回澜，命取地名为“杆栏”，后改为“观澜”。
另一说是，在清朝乾隆年间，此地建了一座观音庙，取名观澜古寺、后来在庙的周边发展成墟市，取名观澜墟。清光绪十四年(1888)，当地百姓重修古寺、寺庙大门用石脑篆刻“观澜古寺”和“清光绪十四年”题记。观澜墟后来发展壮大，成为周边地区的商贸中心、逐步发隈
展成宝安、东莞等地的商贸集最地。是与深圳墟、沙井清平墟、沙头角老街齐名的新安“四大名墟”之一。
深圳市成立後，1986年8月撤区设立观澜镇，2004年7月撤镇改为街道。后由宝安区改隶属于龙华新区。2015年4月28日，分拆出福城街道、观湖街道、观澜街道。

## 地理
下辖君子布、牛湖、大水田、桂花、新澜、库坑、黎光7个社区工作站和16个居民委员会，辖区面积约34.60平方公里。2014年底总人口约34.37万人。

## 經濟
观澜街道有富士康、雪铁龙DS、富士施乐、佳能等2600多家製造業。2008年，工业总产值首次突破700亿元，达717.5亿元。

## 體育
坐落於觀瀾的觀瀾湖高爾夫球會，每年都會舉辦大師賽，邀請世界各地有名的高爾夫球手獻技。

## 文化

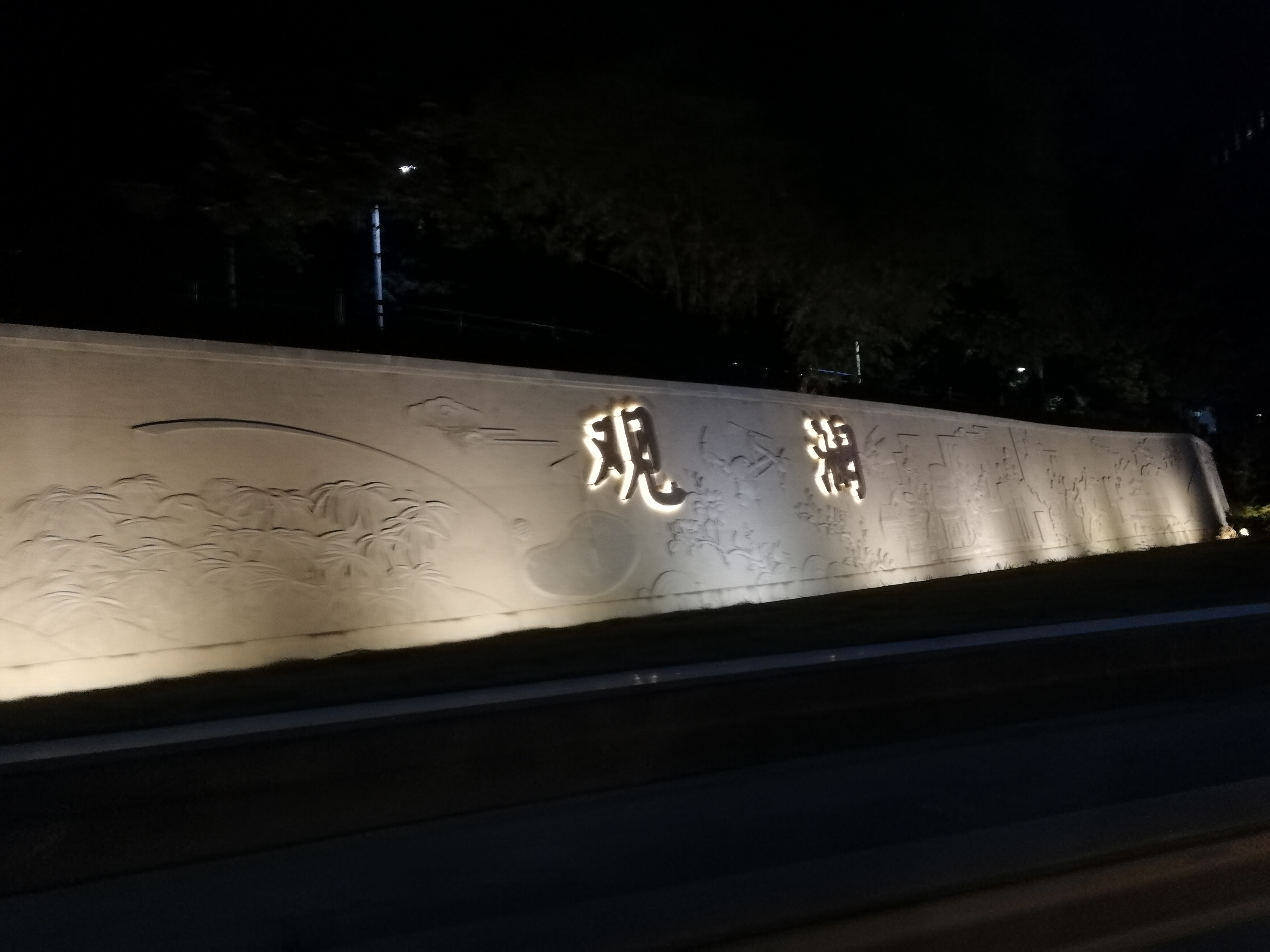
珠三角环线高速辅道一旁的艺术浮雕

坐落於牛湖大水田村的觀瀾版畫基地，是著名的版畫家陳煙橋的故鄉。版畫基地由2008年起對外開放，现已成为观澜主要旅游景点之一。

## 交通
珠三角环线高速公路（莞深高速段、梅觀高速段）、機荷高速及清平高速都途經觀瀾。深圳地鐵4號線2020年10月28日随三期工程（北延段）开通伸延到觀瀾，由南向北共设4个站点：观澜站、松元厦站、观澜湖站、牛湖站。

## 教育
辖区内的广培学校（1912年建校）、观澜中学、振能小学均有百年历史。其中振能小学与观澜中学为振能学校（1914年建校）分开办学所建的学校。